# 帕賽爾峰

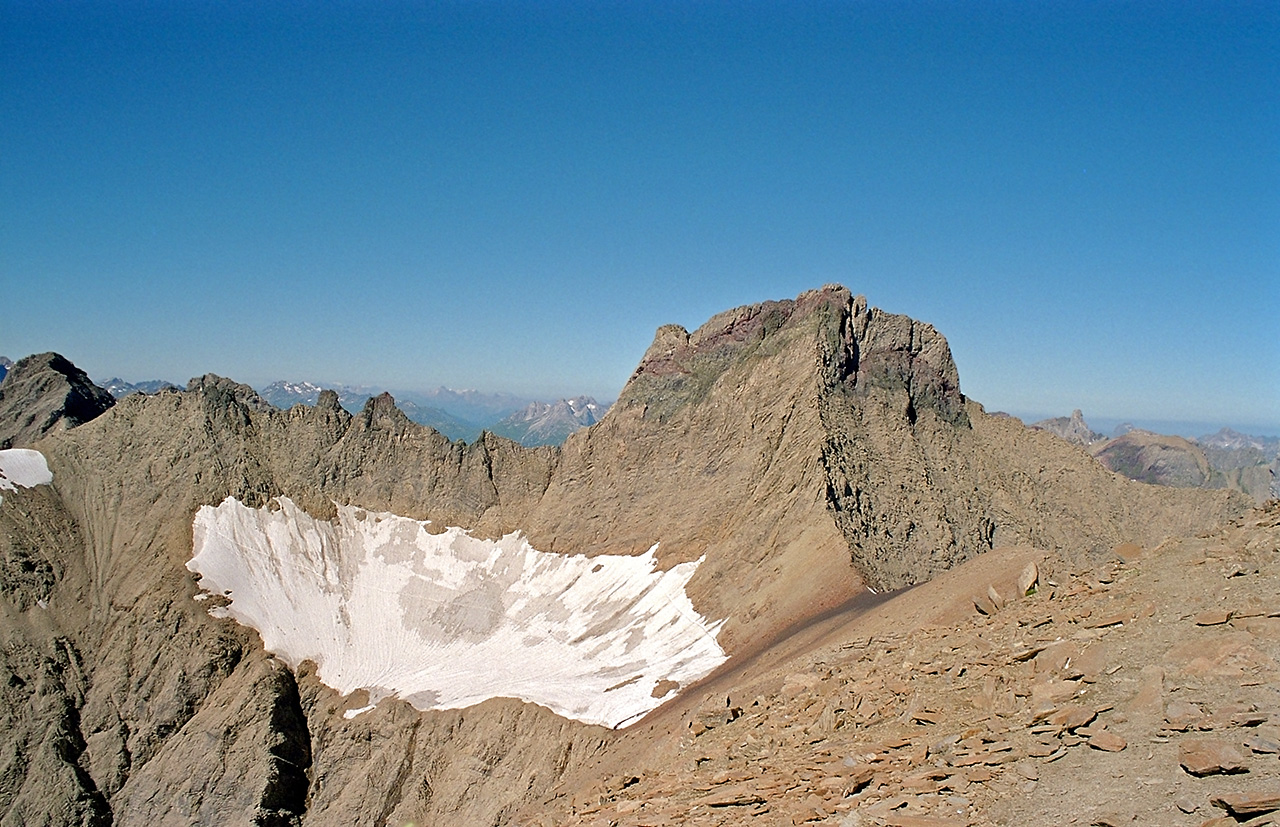

帕賽爾峰（德语：Parseierspitze）是奧地利的山峰，位於該國西部，由蒂羅爾州負責管轄，是北石灰岩山脉的一部分，距離蘭德克7公里，海拔高度3,036米。